# Вейга, Фатима
Мария Фатима да Вейга (порт. Fátima Veiga; 22 июня 1957, Минделу) — политический и государственный деятель, дипломат Кабо-Верде. Министр иностранных дел (2002 −2004). Первая женщина-министр иностранных дел в истории Кабо-Верде.
Родилась на острове Сан-Висенти. Образование получила в Университете Экс-Марсель, в Берлине, Праге и в Бразилии.
С 1980 года работала в Министерстве иностранных дел Кабо-Верде. С 2001 по 2002 год была послом Кабо-Верде на Кубе. С 2007 года — Посол Кабо-Верде в США. С 2014 года — посол во Франции.